# Andrzej Czarnik
Andrzej Czarnik (ur. 25 listopada 1935 w Chełmnie, zm. 20 sierpnia 2005 r. w Słupsku) – polski historyk, specjalizujący się w historii Polski i powszechnej XIX–XX wieku; nauczyciel akademicki związany z Wyższą Szkołą Inżynierską w Koszalinie i Wyższą Szkołą Pedagogiczną w Słupsku, której był rektorem w latach 1978–1987.

## Życiorys
Pracę pedagogiczną rozpoczął w 1956 w Liceum Ogólnokształcącym w Białogardzie (do 1963 r.), następnie pracował w Kuratorium Okręgu Szkolnego w Koszalinie, w latach 1969–1971 w Wyższej Szkole Inżynierskiej w Koszalinie. Od 1971, gdy został prorektorem Wyższej Szkoły Nauczycielskiej, związany ze Słupskiem. Wieloletni kierownik Zakładu Historii Najnowszej Powszechnej w Instytucie Historii Pomorskiej Akademii Pedagogicznej w Słupsku, a w latach 1978–1987 rektor Wyższej Szkoły Pedagogicznej w Słupsku.
Od 1960 do rozwiązania należał do Polskiej Zjednoczonej Partii Robotniczej. Od 1986 do 1990 wchodził w skład egzekutywy Komitetu Wojewódzkiego PZPR w Słupsku. Przewodniczył także Radzie Wojewódzkiej Patriotycznego Ruchu Odrodzenia Narodowego.
Był badaczem dziejów Niemiec i znawcą stosunków politycznych Pomorza Zachodniego w latach 1918–1945. Wypromował 128 magistrów, napisał 15 książek i ponad 80 artykułów, m.in. Ruch hitlerowski na Pomorzu Zachodnim, Prasa w Trzeciej Rzeszy, Szkice z dziejów Pomorza Zachodniego w latach 1918–1945, Stosunki polityczne na Pomorzu Zachodnim w okresie republiki weimarskiej, Z dziennika hitlerowskiego propagandysty, Ósmy strzelców konnych w marszu i boju.
Był jednym z organizatorów życia naukowego i ruchu wydawniczego na Pomorzu Środkowym. Przewodniczył kilku regionalnym radom naukowym i kolegiom redakcyjnym (m.in. "Biblioteka Słupska", "Rocznik Koszaliński", "Rocznik Słupski"). Był też członkiem Komitetu Nauk Historycznych Polskiej Akademii Nauk i Głównej Komisji Badania Zbrodni Hitlerowskich w Polsce.